# Koszmosz–10
A Koszmosz–10 (oroszul: Космос 10) a Koszmosz műholdak szovjet műholdsorozatának tagja, Zenyit–2 típusú felderítő műhold.

## Küldetés
A Koszmosz–9 adatgyűjtését folytatta a Föld sugárzási övezeteinek vizsgálatához. A Vosztok-program előkészítését segítette, a négynapos programot a továbbiakban nyolc napra bővítették.

## Jellemzői
Az OKB–1 tervezőirodában kifejlesztett műhold.
1962. október 17-én a Bajkonuri űrrepülőtér indítóállomásról egy Vosztok–2 rakétával juttatták alacsony Föld körüli pályára. A 90 perces, 64.9 fokos hajlásszögű, elliptikus pálya elemei: perigeuma 243 kilométer, apogeuma 178 kilométer volt. Hasznos tömege 4700 kilogramm. A sorozat felépítését, szerkezetét, alapvető fedélzeti rendszereit tekintve egységesített, szabványosított tudományos-kutató űreszköz. Áramforrása kémiai akkumulátor, szolgálati ideje maximum 10 nap.
1962. október 21-én földi parancsra belépett a légkörbe és hagyományos – ejtőernyős leereszkedés – módon visszatért a Földre.